# 2011-es Formula–1 török nagydíj
A török nagydíj volt a 2011-es Formula–1 világbajnokság negyedik futama, amelyet 2011. május 6. és május 8. között rendeztek meg a törökországi Isztambul Parkban, Isztambulban.

## Szabadedzések

### Első szabadedzés
A török nagydíj első szabadedzését május 6-án, pénteken délelőtt tartották.
| Helyezés | Versenyző          | Csapat/Motor         | Elért idő | Különbség | Futott kör |
| -------- | ------------------ | -------------------- | --------- | --------- | ---------- |
| 1        | Fernando Alonso    | Ferrari              | 1:38,670  | −         | 13         |
| 2        | Nico Rosberg       | Mercedes             | 1:40,072  | + 1,402   | 14         |
| 3        | Michael Schumacher | Mercedes             | 1:40,132  | + 1,462   | 18         |
| 4        | Nick Heidfeld      | Renault              | 1:40,338  | + 1,668   | 9          |
| 5        | Vitalij Petrov     | Renault              | 1:40,401  | + 1,731   | 10         |
| 6        | Kobajasi Kamui     | Sauber-Ferrari       | 1:40,421  | + 1,751   | 16         |
| 7        | Felipe Massa       | Ferrari              | 1:40,697  | + 2,027   | 14         |
| 8        | Daniel Ricciardo   | Toro Rosso-Ferrari   | 1:41,094  | + 2,424   | 18         |
| 9        | Sébastien Buemi    | Toro Rosso-Ferrari   | 1:41,178  | + 2,508   | 22         |
| 10       | Nico Hülkenberg    | Force India-Mercedes | 1:41,347  | + 2,677   | 16         |
| 11       | Mark Webber        | Red Bull-Renault     | 1:42,564  | + 3,894   | 5          |
| 12       | Pastor Maldonado   | Williams-Cosworth    | 1:42,597  | + 3,927   | 7          |
| 13       | Paul di Resta      | Force India-Mercedes | 1:43,525  | + 4,855   | 11         |
| 14       | Rubens Barrichello | Williams-Cosworth    | 1:43,913  | + 5,243   | 5          |
| 15       | Jarno Trulli       | Lotus-Renault        | 1:43.986  | +5,316    | 6          |
| 16       | Vitantonio Liuzzi  | HRT-Cosworth         | 1:44,787  | + 6,117   | 20         |
| 17       | Sebastian Vettel   | Red Bull-Renault     | 1:44,954  | + 6,284   | 4          |
| 18       | Timo Glock         | Virgin-Cosworth      | 1:45,183  | + 6,513   | 15         |
| 19       | Jérôme d’Ambrosio  | Virgin-Cosworth      | 1:45,237  | + 6,567   | 11         |
| 20       | Narain Karthikeyan | HRT-Cosworth         | 1:48.461  | + 9,791   | 8          |
| 21       | Karun Chandhok     | Lotus-Renault        | 1:51,676  | + 13,006  | 6          |
| 22       | Sergio Pérez       | Sauber-Ferrari       | 1:55,791  | + 17,121  | 13         |
| 23       | Jenson Button      | McLaren-Mercedes     | 2:00,666  | + 21,996  | 4          |
| 24       | Lewis Hamilton     | McLaren-Mercedes     |           |           | 1          |

### Második szabadedzés
A török nagydíj második szabadedzését május 6-án, pénteken délután tartották.
| Helyezés | Versenyző          | Csapat/Motor         | Elért idő | Különbség | Futott kör |
| -------- | ------------------ | -------------------- | --------- | --------- | ---------- |
| 1        | Jenson Button      | McLaren-Mercedes     | 1:26,456  | −         | 26         |
| 2        | Nico Rosberg       | Mercedes             | 1:26,521  | + 0,065   | 29         |
| 3        | Lewis Hamilton     | McLaren-Mercedes     | 1:27,033  | + 0,577   | 31         |
| 4        | Michael Schumacher | Mercedes             | 1:27,063  | + 0,607   | 21         |
| 5        | Mark Webber        | Red Bull-Renault     | 1:27,149  | + 0,693   | 31         |
| 6        | Felipe Massa       | Ferrari              | 1:27,340  | + 0,884   | 37         |
| 7        | Vitalij Petrov     | Renault              | 1:27,517  | + 1,061   | 37         |
| 8        | Paul di Resta      | Force India-Mercedes | 1:27,725  | + 1,269   | 37         |
| 9        | Sergio Pérez       | Sauber-Ferrari       | 1:27,844  | + 1,388   | 32         |
| 10       | Adrian Sutil       | Force India-Mercedes | 1:28,052  | + 1,596   | 37         |
| 11       | Fernando Alonso    | Ferrari              | 1:28,069  | + 1,613   | 27         |
| 12       | Sébastien Buemi    | Toro Rosso-Ferrari   | 1:28,153  | + 1,697   | 36         |
| 13       | Nick Heidfeld      | Renault              | 1:28,475  | + 2,019   | 35         |
| 14       | Jaime Alguersuari  | Toro Rosso-Ferrari   | 1:28,765  | + 2,309   | 32         |
| 15       | Pastor Maldonado   | Williams-Cosworth    | 1:28,828  | + 2,372   | 19         |
| 16       | Rubens Barrichello | Williams-Cosworth    | 1:28,946  | + 2,490   | 20         |
| 17       | Jarno Trulli       | Lotus-Renault        | 1:29.409  | +2,953    | 39         |
| 18       | Kobajasi Kamui     | Sauber-Ferrari       | 1:29,637  | + 3,181   | 27         |
| 19       | Heikki Kovalainen  | Lotus-Renault        | 1:30,281  | + 3,825   | 37         |
| 20       | Jérôme d’Ambrosio  | Virgin-Cosworth      | 1:31,035  | + 4,579   | 28         |
| 21       | Timo Glock         | Virgin-Cosworth      | 1:31,221  | + 4,765   | 22         |
| 22       | Narain Karthikeyan | HRT-Cosworth         | 1:31.320  | + 4,864   | 29         |
| 23       | Vitantonio Liuzzi  | HRT-Cosworth         | 1:31,989  | + 5,533   | 30         |
| 24       | Sebastian Vettel   | Red Bull-Renault     |           |           | 0          |

### Harmadik szabadedzés
A török nagydíj harmadik szabadedzését május 7-én, szombaton délelőtt tartották.
| Helyezés | Versenyző          | Csapat/Motor         | Elért idő | Különbség | Futott kör |
| -------- | ------------------ | -------------------- | --------- | --------- | ---------- |
| 1        | Sebastian Vettel   | Red Bull-Renault     | 1:26,037  | −         | 17         |
| 2        | Michael Schumacher | Mercedes             | 1:26,038  | + 0,001   | 17         |
| 3        | Mark Webber        | Red Bull-Renault     | 1:26,404  | + 0,367   | 16         |
| 4        | Nico Rosberg       | Mercedes             | 1:26,420  | + 0,383   | 19         |
| 5        | Jenson Button      | McLaren-Mercedes     | 1:26,578  | + 0,541   | 17         |
| 6        | Lewis Hamilton     | McLaren-Mercedes     | 1:26,726  | + 0,689   | 14         |
| 7        | Vitalij Petrov     | Renault              | 1:26,755  | + 0,718   | 20         |
| 8        | Fernando Alonso    | Ferrari              | 1:26,819  | + 0,782   | 12         |
| 9        | Felipe Massa       | Ferrari              | 1:26,883  | + 0,846   | 12         |
| 10       | Sébastien Buemi    | Toro Rosso-Ferrari   | 1:27,080  | + 1,043   | 16         |
| 11       | Sergio Pérez       | Sauber-Ferrari       | 1:27,121  | + 1,084   | 20         |
| 12       | Pastor Maldonado   | Williams-Cosworth    | 1:27,255  | + 1,218   | 18         |
| 13       | Adrian Sutil       | Force India-Mercedes | 1:27,318  | + 1,281   | 19         |
| 14       | Nick Heidfeld      | Renault              | 1:27,379  | + 1,342   | 17         |
| 15       | Rubens Barrichello | Williams-Cosworth    | 1:27,528  | + 1,491   | 19         |
| 16       | Paul di Resta      | Force India-Mercedes | 1:27,644  | + 1,607   | 18         |
| 17       | Jaime Alguersuari  | Toro Rosso-Ferrari   | 1:27,724  | + 1,687   | 15         |
| 18       | Kobajasi Kamui     | Sauber-Ferrari       | 1:27,976  | + 1,939   | 19         |
| 19       | Heikki Kovalainen  | Lotus-Renault        | 1:28,911  | + 2,874   | 15         |
| 20       | Jarno Trulli       | Lotus-Renault        | 1:29.697  | +3,660    | 17         |
| 21       | Jérôme d’Ambrosio  | Virgin-Cosworth      | 1:31,097  | + 5,060   | 25         |
| 22       | Timo Glock         | Virgin-Cosworth      | 1:31,175  | + 5,138   | 19         |
| 23       | Vitantonio Liuzzi  | HRT-Cosworth         | 1:31,375  | + 5,338   | 19         |
| 24       | Narain Karthikeyan | HRT-Cosworth         | 1:32,009  | + 5,972   | 15         |

## Időmérő edzés
A török nagydíj időmérő edzését május 7-én, szombaton futották.
| Helyezés | Versenyző           | Csapat/Motor         | 1. rész    | 2. rész  | 3. rész    |
| -------- | ------------------- | -------------------- | ---------- | -------- | ---------- |
| 1        | Sebastian Vettel    | Red Bull-Renault     | 1:27.039   | 1:25.610 | 1:25.049   |
| 2        | Mark Webber         | Red Bull-Renault     | 1:27.090   | 1:26.075 | 1:25.454   |
| 3        | Nico Rosberg        | Mercedes             | 1:27.514   | 1:25.801 | 1:25.574   |
| 4        | Lewis Hamilton      | McLaren-Mercedes     | 1:27.091   | 1:26.066 | 1:25.595   |
| 5        | Fernando Alonso     | Ferrari              | 1:27.349   | 1:26.152 | 1:25.851   |
| 6        | Jenson Button       | McLaren-Mercedes     | 1:27.374   | 1:26.485 | 1:25.982   |
| 7        | Vitalij Petrov      | Renault              | 1:27.475   | 1:26.654 | 1:26.296   |
| 8        | Michael Schumacher  | Mercedes             | 1:27.697   | 1:26.121 | 1:26.646   |
| 9        | Nick Heidfeld       | Renault              | 1:27.901   | 1:26.740 | 1:26.659   |
| 10       | Felipe Massa        | Ferrari              | 1:27.013   | 1:26.395 | idő nélkül |
| 11       | Rubens Barrichello  | Williams-Cosworth    | 1:28.246   | 1:26.764 |            |
| 12       | Adrian Sutil        | Force India-Mercedes | 1:27.392   | 1:27.027 |            |
| 13       | Paul di Resta       | Force India-Mercedes | 1:27.625   | 1:27.145 |            |
| 14       | Pastor Maldonado    | Williams-Cosworth    | 1:27.396   | 1:27.236 |            |
| 15       | Sergio Pérez        | Sauber-Ferrari       | 1:27.778   | 1:27.244 |            |
| 16       | Sébastien Buemi     | Toro Rosso-Ferrari   | 1:27.620   | 1:27.255 |            |
| 17       | Jaime Alguersuari   | Toro Rosso-Ferrari   | 1:28.055   | 1:27.572 |            |
| 18       | Heikki Kovalainen   | Lotus-Renault        | 1:28.780   |          |            |
| 19       | Jarno Trulli        | Lotus-Renault        | 1:29.673   |          |            |
| 20       | Jérôme d’Ambrosio * | Virgin-Cosworth      | 1:30.445   |          |            |
| 21       | Vitantonio Liuzzi   | HRT-Cosworth         | 1:30.692   |          |            |
| 22       | Timo Glock          | Virgin-Cosworth      | 1:30.813   |          |            |
| 23       | Narain Karthikeyan  | HRT-Cosworth         | 1:31.564   |          |            |
| 24       | Kobajasi Kamui      | Sauber-Ferrari       | idő nélkül |          |            |

* A szabadedzésen sárgazászlós figyelmeztetés figyelmen kívül hagyása miatt Jérôme d’Ambrosio 5 helyes rajtbüntetést kapott.

## Futam
A török nagydíj futama május 8-án rajtolt.
| Helyezés | Rajtszám | Versenyző          | Csapat/Motor         | Futott kör | Idő/Kiesés oka | Rajthely | Pont |
| -------- | -------- | ------------------ | -------------------- | ---------- | -------------- | -------- | ---- |
| 1        | 1        | Sebastian Vettel   | Red Bull-Renault     | 58         | 1:30:17,558    | 1        | 25   |
| 2        | 2        | Mark Webber        | Red Bull-Renault     | 58         | + 8,807        | 2        | 18   |
| 3        | 5        | Fernando Alonso    | Ferrari              | 58         | + 10,075       | 5        | 15   |
| 4        | 3        | Lewis Hamilton     | McLaren-Mercedes     | 58         | + 40,232       | 4        | 12   |
| 5        | 8        | Nico Rosberg       | Mercedes             | 58         | + 47,539       | 3        | 10   |
| 6        | 4        | Jenson Button      | McLaren-Mercedes     | 58         | + 59,431       | 6        | 8    |
| 7        | 9        | Nick Heidfeld      | Renault              | 58         | + 1:00,857     | 9        | 6    |
| 8        | 10       | Vitalij Petrov     | Renault              | 58         | + 1:08,168     | 7        | 4    |
| 9        | 18       | Sébastien Buemi    | Toro Rosso-Ferrari   | 58         | + 1:09,394     | 16       | 2    |
| 10       | 16       | Kobajasi Kamui     | Sauber-Ferrari       | 58         | + 1:18,021     | 24       | 1    |
| 11       | 6        | Felipe Massa       | Ferrari              | 58         | + 1:19,823     | 10       |      |
| 12       | 7        | Michael Schumacher | Mercedes             | 58         | + 1:25,444     | 8        |      |
| 13       | 14       | Adrian Sutil       | Force India-Mercedes | 57         | + 1 kör        | 12       |      |
| 14       | 17       | Sergio Pérez       | Sauber-Ferrari       | 57         | + 1 kör        | 15       |      |
| 15       | 11       | Rubens Barrichello | Williams-Cosworth    | 57         | + 1 kör        | 11       |      |
| 16       | 19       | Jaime Alguersuari  | Toro Rosso-Ferrari   | 57         | + 1 kör        | 17       |      |
| 17       | 12       | Pastor Maldonado   | Williams-Cosworth    | 57         | + 1 kör        | 14       |      |
| 18       | 21       | Jarno Trulli       | Lotus-Renault        | 57         | + 1 kör        | 19       |      |
| 19       | 20       | Heikki Kovalainen  | Lotus-Renault        | 56         | + 2 kör        | 18       |      |
| 20       | 25       | Jérôme d’Ambrosio  | Virgin-Cosworth      | 56         | + 2 kör        | 23       |      |
| 21       | 22       | Narain Karthikeyan | HRT-Cosworth         | 55         | + 3 kör        | 22       |      |
| 22       | 23       | Vitantonio Liuzzi  | HRT-Cosworth         | 53         | + 5 kör        | 20       |      |
| Ki       | 15       | Paul di Resta      | Force India-Mercedes | 44         | Kiállt         | 13       |      |
| *        | 24       | Timo Glock         | Virgin-Cosworth      | 0          | Váltóhiba      | 21       |      |

- Timo Glock nem állt rajthoz.

## A világbajnokság állása a verseny után
| H   | Versenyzők       | Pont | H   | Konstruktőrök        | Pont |
| --- | ---------------- | ---- | --- | -------------------- | ---- |
| 1.  | Sebastian Vettel | 93   | 1.  | Red Bull-Renault     | 148  |
| 2.  | Lewis Hamilton   | 59   | 2.  | McLaren-Mercedes     | 105  |
| 3.  | Mark Webber      | 55   | 3.  | Ferrari              | 65   |
| 4.  | Jenson Button    | 46   | 4.  | Renault              | 42   |
| 5.  | Fernando Alonso  | 41   | 5.  | Mercedes GP          | 26   |
| 6.  | Felipe Massa     | 24   | 6.  | Sauber-Ferrari       | 8    |
| 7.  | Nick Heidfeld    | 21   | 7.  | Toro Rosso-Ferrari   | 6    |
| 8.  | Vitalij Petrov   | 21   | 8.  | Force India-Mercedes | 4    |
| 9.  | Nico Rosberg     | 20   | 9.  | Lotus-Renault        | 0    |
| 10. | Kobajasi Kamui   | 8    | 10. | Williams-Cosworth    | 0    |

(A teljes táblázat)

## Statisztikák
Vezető helyen
- Sebastian Vettel : 57 kör (1-11 / 13-58)
- Jenson Button : 1 kör (12)

Sebastian Vettel 13. győzelme, 19. pole pozíciója, Mark Webber 9. leggyorsabb köre.
- Red Bull 18. győzelme.